# Philastrips
Philastrips (ook Phila strips en BCB-reeks) is een gezamenlijke collectie boeken van de Belgische Post en het Belgisch Centrum voor het Beeldverhaal (BCB) die sinds 1995 wordt uitgegeven.
Het concept bevat het uitgeven van een strippostzegel van de jeugdfilatelie waar vervolgens een boekje op wordt gebaseerd, met artikelen over de tekenaar/scenarist, de stripreeks(en) in kwestie en een stripverhaal. De oplage in hardcover is gelimiteerd en bestaat meestal uit een reguliere uitgave en een luxe uitgave. Elk album bevat ook de postzegel(s) met bijzondere afstempeling.

## Albums
Hieronder een overzicht van gepubliceerde albums.
| Nr | Jaar | Titel                                            | Strip/auteur                         | Oplage           | Opmerking                                    |
| -- | ---- | ------------------------------------------------ | ------------------------------------ | ---------------- | -------------------------------------------- |
| 1  | 1995 | Dommel ...je lot is bezegeld!                    | Dommel                               |                  |                                              |
| 2  | 1995 | Berck zelfklevend!                               | Berck                                |                  |                                              |
| 3  | 1996 | Macherot plakt ze bont!                          | Raymond Macherot                     |                  |                                              |
| 4  | 1997 | Jef Nys zegelt plakkers... ik bedoel...          | Jef Nys                              | ? / luxe: 250    |                                              |
| 5  | 1997 | Michel Vaillant Pre-grid                         | Michel Vaillant                      |                  |                                              |
| 6  | 1998 | Reding recht in het doel                         | Raymond Reding                       |                  |                                              |
| 7  | 1998 | Tibet - Kopstaand                                | Tibet / Rik Ringers / Chick Bill     | 1250             |                                              |
| 8  | 1999 | Bollie heeft cachet                              | Bollie en Billie                     | 1300             |                                              |
| 9  | 1999 | Negen zegels voor de 9e kunst - hommage          |                                      | ? / luxe: 150    | diverse auteurs                              |
| 10 | 2000 | Keizer Karel - de laatste Bourgondiër            | Hec Leemans                          | 1525             |                                              |
| 11 | 2000 | Merho op post                                    | Merho                                | 1825             |                                              |
| 12 | 2001 | Op het spoor van Edouard Aidans                  | Edouard Aidans / Toenga              | 1575             |                                              |
| 13 | 2001 | Eddy Paape - Koerier van de toekomst             | Eddy Paape / Luc Orient              | 1575             |                                              |
| 14 | 2001 | Stam & Pilou - post-o-grappen                    | Stam & Pilou                         | 1500             |                                              |
| 15 | 2002 | René Hausman - De betoverende paarden            | René Hausman                         | 1000             |                                              |
| 16 | 2002 | De leeuw van Vlaanderen                          | Bob De Moor                          |                  |                                              |
| 17 | 2002 | De kerels van Vlaanderen                         | Bob De Moor                          | 1250             |                                              |
| 18 | 2002 | Hec Leemans - Aangetekend                        | Hec Leemans / Bakelandt              | 1250             |                                              |
| 19 | 2002 | Kerststerren van de 9e kunst                     | o.a. Dupa                            | 1250             |                                              |
| 20 | 2002 | Gelukkige verjaardag, Marc Sleen!                | Marc Sleen / Nero                    | 1500             |                                              |
| 21 | 2003 | François Schuiten - Verhalen over postzegels     | François Schuiten                    | 1200             |                                              |
| 22 | 2003 | Robert en Bertrand - Hulppost                    | Robert en Bertrand                   | 1500 / luxe: 275 | De hel van Solferino                         |
| 23 | 2003 | François Craenhals - Adelbrieven                 | François Craenhals / De koene ridder | 1250 / luxe: 225 |                                              |
| 24 | 2003 | Postzegels in beeld                              |                                      | 1250             | diverse auteurs                              |
| 25 | 2004 | XIII - Valstrikken en liefdesbeetjes             | XIII                                 | 2250             |                                              |
| 26 | 2004 | Kuifje In de ruimte met 5 postzegels             | Kuifje                               | 2000             |                                              |
| 27 | 2004 | E.P. Jacobs - Het teken van de eeuw              | Edgar P. Jacobs                      | 1625             |                                              |
| 28 | 2004 | Met Rosinski op post                             | Thorgal                              | 1000             |                                              |
| 29 | 2004 | Dommel ...je lot is nog altijd bezegeld!         | Dommel                               | 750              |                                              |
| 30 | 2005 | Michel Vaillant - Warm-Up!                       | Michel Vaillant                      |                  |                                              |
| 31 | 2005 | Asterix Niet gek die Galliërs!                   | Asterix                              | ? / luxe: 500    |                                              |
| 32 | 2006 | De duo's van Cauvin                              | Raoul Cauvin                         | 600 / luxe: 200  |                                              |
| 33 | 2006 | Brood en zegels met Kramikske                    | Kramikske                            | 1575             |                                              |
| 34 | 2007 | Alex - Bode van Rome                             | Alex                                 | 600 / luxe: 175  | Kortverhaal De Iberier met alternatief einde |
| 35 | 2007 | Hergé in 25 zegels                               | Kuifje                               | 7000             |                                              |
| 36 | 2007 | Hermann - Post-Atoom                             | Hermann Huppen                       | 825              |                                              |
| 37 | 2008 | Peyo - De gouden oorkonde                        | De smurfen                           | 825              |                                              |
| 38 | 2011 | Kuifje op het scherm 10 zegels voor de 7de kunst | Kuifje                               | 1400             |                                              |